# Lori Nix
Lori Nix (Norton, 1969) è una fotografa, ceramista e pittrice statunitense. Nota a livello internazionale per la costruzione e fotografia di diorami dal soggetto catastrofico.

## Biografia
Ha frequentato la Truman State University dove ha studiato Fotografia, Ceramica e Storia dell'Arte. Successivamente ha frequentaton l'Ohio University ottenendo un master in Fotografia. Nel 1999 si trasferisce a New York dove risiede tuttora assieme alla sua compagna, Kathleen Geerber. Attualmente è partner della Jam Edition Inc., studio di fotoritocco e stampa digitale a Manhattan.

## Diorama

### Lavorazione
Ha iniziato la creazione di diorama dopo aver lasciato l'università, sfruttando il piano della cucina del suo appartamento; prima d'allora, durante gli studi, creava installazioni della grandezza di una camera, ponendo se stessa al centro, con il chiaro intento di citare le opere di Cindy Sherman. Nix attribuisce a molti fattori la decisione di convergere sui diorama: il piacere di lavorare con le mani, l'impossibilità di viaggiare per limiti economici (nei primi tempi, esaurite le spese, le restavano solo 25$ la settimana), comodità nel rimanere a casa e, ovviamente, una maggiore autonomia creatrice.
Lori Nix comincia ogni lavoro costruendo la struttura architettonica portante del set e Kathleen, seguendo le indicazioni dell'artista, inizia la colorazione e i processi di lavaggio che serviranno a dare l'impressione di invecchiato e sporco. La compagna si occupa anche dei particolari in piccolo, ovvero gli oggetti contenuti nella stanza; altri oggetti in miniatura sono, invece, semplicemente comprati già realizzati. Tra i materiali utilizzati ci sono fogli di schiuma, cartone, gesso, colla e vernice; vengono preferiti sempre materiali di facile reperimento in città.

La stanza viene creata a partire dalla posizione della macchina fotografica, la quale non mai spostata. Le luci che la illuminano possono richiedere da quattro a dodici flash.
La scala del modellino è solitamente 1:6 o 1:8, anche se non tutti gli oggetti posti dentro al set rispettano una proporzione certosina e possono essere “improvvisati” e fuoriscala. A volte può anche adattare la scala a qualche oggetto esterno che l'ha particolarmente colpita, come è capitato con un mini-piano Majestic. Le dimensioni del set vanno solitamente dal 50x60 cm per arrivare sino a grandezze di 182 cm.
Lo scatto avviene su pellicola Kodak Portra 8x10 che stampa in formato molto grande (da 30x40 cm fino a 50x75 cm): Lory Nix non si serve assolutamente di fotocamere digitali e sviluppa tutto in una sua personale camera oscura. I fogli di pellicola sono comunque modificati da lei manualmente con marcature, allineamenti degli angoli, ecc. Esegue molti scatti e molte modifiche, sicché la realizzazione del negativo finale può richiedere anche una settimana.

La scelta di fotografare su pellicola è dovuta alla ricerca di una risoluzione molto alta, non ottenibile da una macchina fotografica digitale. Inoltre, dato il costo oneroso della pellicola (circa 10$ per foglio), l'artista si sente disciplinata alla perfezione.
I diorami richiedono un tempo di costruzione molto lungo, da uno a quindici mesi: difatti, Nix non porta avanti mai più di due, tre progetti alla volta.

### Ispirazione catastrofica
L'ispirazione per le opere le viene dall'osservazione dell'ambiente che le è intorno; in particolare, è stata influenzata dai luoghi della sua infanzia in Kansas e, quindi, da un paesaggio costantemente colpito da disastri di natura climatica (tornadi, inondazioni, bufere di neve e siccità), dai quali, però, non è mai stata spaventata. Ha contribuito al culto per un set catastrofico anche, sempre durante gli anni della sua infanzia, il cinema distopico degli anni settanta, soprattutto Il Pianeta delle scimmie, L’inferno di cristallo, Airport '75, Terremoto, La fuga di Logan, ecc. Ulteriore ispirazione le giunge dalla città di New York e, difatti, possiede molti libri sulla sua architettura urbana. Afferma, inoltre, di essere completamente affascinata dal tema dell'Apocalisse.

Sviluppa solitamente le sue idee durante la tratta metropolitana pendolare Brooklyn-Manhattan del mattino, rimanendo influenzata anche dalla luce che la inonda all'uscita dei vagoni sul ponte di Manhattan.
Le immagini nascono in serie, data la preferenza dell'artista di lavorare narrativamente.

La narrazione che c'è dietro ha come costante la desolazione dei luoghi della cultura e della economia della civiltà odierna, entro cui, però, la vita non ha cessato di esistere, grazie alla lenta irruzione della flora e della fauna. Cosa abbia portato alla scomparsa della umanità non è indicato dall'artista che ne lascia l'ipotesi allo spettatore, il quale è, così, incentivato a riconsiderare la sua posizione e azione nel mondo e come esse possono influenzare il futuro dell'umanità.

## Lavori Fotografici
- The City, 2005–2013.
- Unnatural History, 2009.
- Lost, 2003–2004.
- Some Other Place, 2000–2002.
- Accidentally Kansas, 1998–2000.

## Onorificenze
- 2010 New York Foundation for Arts Individual Artist Grant
- 2004 New York Foundation for Arts Individual Artist Grant
- 2001 Light Work Artist-In.Residence, Syracuse NY
- 1999 Artist in Marketplace, The Bronx Museum
- 1998 Ohio Arts Council Individual Artist Grant Recipien
- 1998 Greater Columbus Art Council Individual Artist Grant Recipient